# Amblyphymus rubripes
Amblyphymus rubripes är en insektsart som beskrevs av Vitaly Michailovitsh Dirsh 1956. Amblyphymus rubripes ingår i släktet Amblyphymus och familjen gräshoppor. Inga underarter finns listade i Catalogue of Life.